# ギュムナシオン

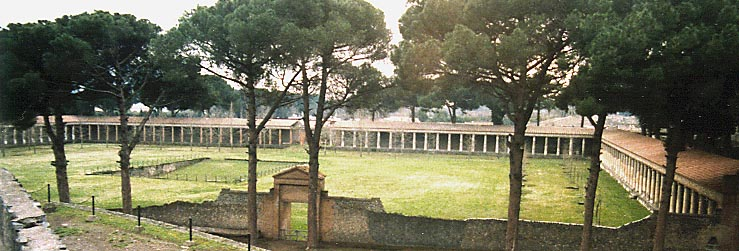
ポンペイのギュムナシオン（ギュムナシウム）。スタジアムの壁の上から撮影

ギュムナシオン（古代ギリシャ語: γυμνάσιον, gymnasion）、ギュムナシウム（ラテン語: gymnasium）は、古代ギリシアの公共の競技の選手が訓練する施設。同時に社交の場でもあった。ギリシア語の γυμνός（gymnos、ギュムノス。「裸」）に由来する。競技者は裸で競ったが、それは神を賛美しつつ、男性の肉体の美しさを鑑賞する意味もあった。ギュムナシオンやパライストラは、ヘーラクレースやヘルメースや（アテナイでは）テーセウスの庇護と愛顧の下にあるとされた。

## 語源
ギュムナシオンは、古代ギリシア語の名詞 γυμνάσιον (古代ギリシア語ラテン翻字: gymnasion) のカタカナ転写であり、ラテン語では gymnasium（ギュムナシウム）となる。ギリシア語の形容詞 γυμνός」(古代ギリシア語ラテン翻字: gymnos)（裸の）に由来し、関連する動詞 γυμνάζειν (古代ギリシア語ラテン翻字: gymnazein) は「身体を鍛える」という意味である。この動詞がこのような意味になっているのは、身体を鍛えるときに裸になったためである。そのため、ギュムナシオンという名詞は「裸になる場所」を意味すると同時に「身体を鍛える場所」を意味するようになった。歴史的には、ギュムナシオンはエクササイズにも、入浴にも、哲学者が哲学的論議をする場所にも供された。英語の gymnast は、1594年に使われた記録がある。これはギリシア語の γυμναστες (古代ギリシア語ラテン翻字: gymnastes) に由来するが、ギリシア語では「トレーナー」を意味し「体操選手」は意味しない。 παλαεστρα（古代ギリシア語ラテン翻字: palaestra, パライストラ）はギュムナシオンの一部で、レスリング、ボクシング、球技などが行われた場所である。

## 古代ギリシアでのギュムナシオン
ギュムナシオンは公共施設であり、18歳以上の男性が肉体を鍛える訓練をする場所だった。ギュムナシオンの責任者は γυμνασιαρχος (古代ギリシア語ラテン翻字: gymnasiarchos) と呼ばれ、公務員として公共の祝祭での競技の実施責任者を務め、学校と選手育成の監督を務める。教師兼トレーナーは γυμνασται (古代ギリシア語ラテン翻字: gymnastai) と呼ぶ。ギリシアのギュムナシオンでは、哲学、文学、音楽の講義やディスカッションも行われた。また、公共図書館が併設されていた。

### 起源、規則、慣習

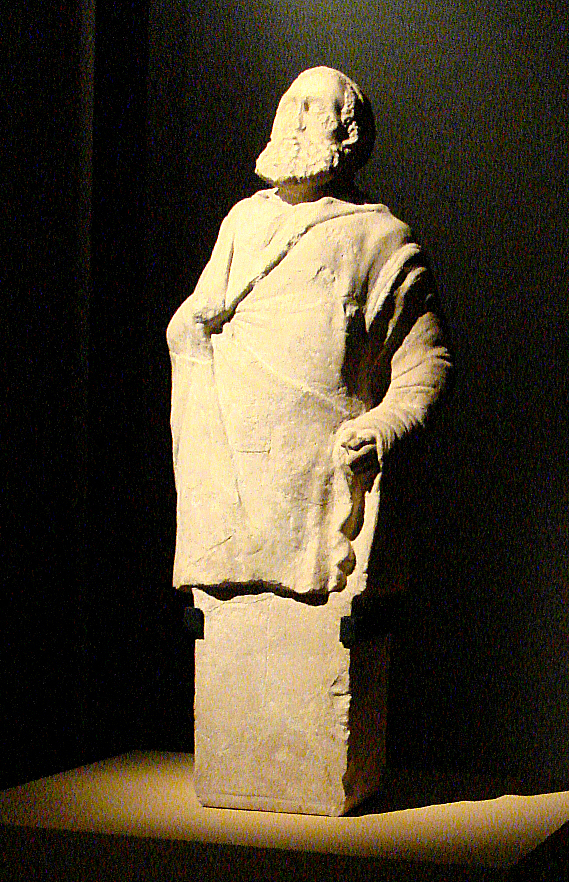
老人のヘルマ形彫像。ギュムナシオンの校長 (γυμνασιαρχς) と思われる。右手に長い棒を持っていた。（アイハヌム遺跡、アフガニスタン、紀元前2世紀）

ギュムナシオンが競技者育成の役目を果たしていた運動競技は、早くからギリシア人の社会生活や精神生活に根付いていた。競技は英雄や神々に敬意を表して行われ、定期的な祭礼の一部として行ったり、有力者の葬式の一部として行ったりした。古代ギリシアの生活様式は自由で活動的であり（屋外で過ごすことが多く）、それがスポーツが盛んに行われることにつながり、最終的には運動競技がギリシア文化の特徴の1つとなった。宗教的な運動競技の勝利者は月桂冠以外に賞品も賞金も得ることはなかったが、栄誉と市民からの尊敬によって報いられた。大きな競技に参加する選手の育成は重大事であり、そのために専用の建物が用意され、管理者は都市国家の公務員としてその職務を務めた。大きな宗教的祝典での勝利は、都市国家にとっても栄誉とされた。
アテナイのギュムナシオンの規則は、パウサニアス (i. 39. 3) によれば、テーセウスが制定したものとされる。ソロンも規則をいくつか制定している。ガレノスによれば、クレイステネス（紀元前6世紀後半から紀元前5世紀前半）の時代に実際の運営に適した体系に修正されたという。肉体鍛錬法の起源を明確に示すことは不可能だが、裸で訓練するという慣習は紀元前7世紀ごろに始まった。その慣習はスパルタが起源だと言われている。様々な理論付けがなされていたが、その慣習の主要な理由は男性の肉体美の鑑賞にあったと考えられている。当時非常に高価だった油を身体に塗ったのも、同じ理由からだとされている（身体に塗るための油がギュムナシオンで最も予算を消費した）。

### 歴史的発展
古代ギリシアのギュムナシオンは、すぐに肉体鍛錬以外にも使われるようになった。このような発展は、ギリシア人が運動と教育と健康に深い関係があると考えていたことに起因する。それに応じて、ギュムナシオンは一方では教育とつながり、他方では医学とつながるようになった。肉体鍛錬および健康と力の維持は、子供の教育の主要な部分であった。文字や音楽を教える時間を除いて、若者の教育はギュムナシオンで行われ、体育教育だけでなく、道徳や倫理の教育もそこで行われた。哲学者や雄弁家は、しばしばギュムナシオンに集まって会話し、講義も行った。そのため、身体を鍛えようとする人々以外にも、普段徒党を組まない知的な人々もギュムナシオンに集まるようになった。
アテナイには、大きなギュムナシオンが3つあった。アカデメイアとリュケイオンとキュノサルゲスであり、それぞれ異なる神に捧げられていて、それぞれの神の像で飾られていた。この3者は、それぞれ有名な哲学の学派と関係が深い。アンティステネスはキュノサルゲスでキュニコス派を作った。プラトンは後のアカデメイアに集まった人々で学派を作り、逆にそのギュムナシオンがアカデメイアと名付けられ、数百年に渡って名声を保つことになった。アリストテレスはリュケイオンに集まった人々で学派を作った。
プラトンは、体育が教育の重要な一部だと考えており（『国家』 iii. および『法律』の一部など）、プラトンによればプロディコスが体育と健康の関係を最初に指摘したという。体育（運動）が自身の虚弱体質に有益だと感じ、プロディコスが定式化した手法が一般に採用され、それをヒポクラテスが改良した。ガレノスも体育の適切かつ頻繁な実施を重視していた。古代ギリシアの医学書には、特定の症状の治療法として特定の体操が記してあることが多く、古代ギリシア人が健康と運動につながりがあると考えていたことを示している。同様の関係は現代でもよく言われている。

### 建物の構成
ギュムナシオンには、様々なエクササイズ向けのスペースがあり、スタジアム、パライストラ、浴場、天気が悪いときに運動ができるポルチコや哲学者が講義したり議論したりできる部屋などがあった。アテナイのギュムナシオンは都市の城壁の外にあり、広々とした敷地を確保していた。

## ローマ以後
ギリシア風のギュムナシオン（ギムナシウム）はローマではあまり流行らなかった。これは、少年に運動をさせることが怠惰と不道徳につながると信じられていたせいもあるし、軍事的な理由付けがほとんどなかったせいもある。ローマ共和政では、カムプス・マールティウスでの強制キャンプ生活と行軍と戦闘ゲームがギリシアの運動や体操に取って代わった。ローマでの公共のギムナシウムはネロが最初に建設し、後にコンモドゥスも建設した。
中世になると、馬上槍試合などの馬を使った競技が主流となり、ギリシアのギュムナシオンのような体系的な肉体鍛錬はほとんど行われなくなった。ヒポクラテスやガレノスが到達した特定の運動とそれによる治療効果は、もはや忘れ去られていた。